# Atleții Olimpici Independenți la Jocurile Olimpice de vară din 2016
Atleții Olimpici Independenți au participat la Jocurile Olimpice de vară din 2016 de la Rio de Janeiro în perioada 5 – 21 august 2016. Echipa a avut în componența nouă atleți kuweitieni care au concurat sub drapelul olimpic, după ce Comitetul Olimpic Kuweitian a fost suspendat de Comitetul Internațional Olimpic în octombrie 2015 pe motive de imixtiune a guvernului în mișcarea olimpică. Trăgătorul de tir Fehaid Al-Deehani a devenit primul atlet independent care a cucerit o medalie de aur; imnul olimpic s-a audiat la ceremonia sa de premiere.

## Participanți
| Sport   | Masculin | Feminin | Total |
| ------- | -------- | ------- | ----- |
| Natație | 1        | 1       | 2     |
| Scrimă  | 1        | 0       | 1     |
| Tir     | 6        | 0       | 6     |
| Total   | 8        | 1       | 9     |

## Medaliați
| Medalie | Nume                | Sport | Probă          | Dată      |
| ------- | ------------------- | ----- | -------------- | --------- |
| Aur     | Fehaid Al-Deehani   | Tir   | Dublu trap     | 10 august |
| Bronz   | Abdullah Al-Rashidi | Tir   | Skeet masculin | 13 august |

## Legături externe
- Atleții Olimpici Independenți la Jocurile Olimpice de vară din 2016 Arhivat în 15 august 2016, la Wayback Machine. pe rio2016.com